# 이스케이프 룸 (2019년 영화)
《이스케이프 룸》(영어: Escape Room)은 2019년에 공개된 미국의 공포 영화이다. 애덤 로비텔이 감독을, 브래기 슛와 마리아 멜니크가 각본을 맡았다. 미국에서는 2019년 1월 4일, 대한민국에서는 2019년 3월 14일에 개봉되었다. 2021년에 속편 《이스케이프 룸 2: 노 웨이 아웃》이 공개되었다.

## 출연진
- 테일러 러셀 - 조이 데이비스 역
- 로건 밀러 - 벤 밀러 역
- 데버라 앤 월 - 어맨다 하퍼 역
- 제이 엘리스 - 제이슨 워커 역
- 타일러 라빈 - 마이크 놀런 역
- 닉 도다니 - 대니 칸 역
- 요릭 밴 와게닌젠 - 게임 마스터 역